# Quận của tỉnh Hérault
3 quận của tỉnh Hérault gồm:
1. Quận Béziers, (quận lỵ: Béziers) với 19 tổng và 152 xã. Dân số của quận này là 242.465 người năm 1990, 255.669 người năm 1999, tăng trưởng dân số là 5.45%.
2. Quận Lodève, (quận lỵ: Lodève) với 5 tổng và 72 xã. Dân số của quận này là 45.968 người năm 1990, và 49.126 người năm 1999, tăng trưởng dân số là 6.87%.
3. Quận Montpellier, (tỉnh lỵ của tỉnh Hérault: Montpellier) với 25 tổng và 119 xã. Dân số của quận này là 506.170 người năm 1990, và 591.646 người năm 1999, tăng trưởng dân số là 16.89%.